# الجبجب (ذمار)
الجبجب هي إحدى قرى الجمهورية اليمنية. وهي تتبع جغرافيًا لمحافظة ذمار. وإداريًا لمديرية المنار. يبلغ تعداد سكانها 1831 نسمة حسب الإحصاء الذي جرى عام 2004.